# Magnus Midtbø
Magnus Midtbø est un grimpeur et youtubeur norvégien né le 18 septembre 1988.

## Escalade

### En compétition
En 2005, Magnus Midtbø remporte l'épreuve de difficulté des Championnats du monde de la jeunesse à Pékin, en Chine ; il remporte également plusieurs épreuves de difficulté lors des Championnats d'Europe junior d'escalade entre 2004 et 2007. En compétition adulte, il obtient 2 médailles de bronze en difficulté lors d'épreuves de la Coupe du monde, en 2011 à Chamonix et en 2012 à Kranj. 
Il arrête la compétition en mai 2017.

### Sur rocher
En août 2010, Magnus Midtbø  réalise son ascension avec la plus forte cotation en réussissant Ali Hulk sit start extension à Rodellar. La voie est cotée 9b et seulement six grimpeurs ont réussi une voie de cette difficulté ou d'une difficulté supérieure au moment de la réalisation.
En mai 2013, il réalise un 8c+ à vue, Cosi fan tutte à Rodellar en Espagne. Jusqu'en avril 2013, seulement quatre personnes ont réalisé une voie cotée 8c+ ou plus à vue : Patxi Usobiaga, Adam Ondra, Ramón Julián Puigblanqué et Alexander Megos.

## Réseaux sociaux
Magnus Midtbø gère sur YouTube une chaîne à succès qui, en mai 2024, compte près de 2,7 millions d'abonnés. Sur sa chaîne, Midtbø poste des vidéos centrées sur l'escalade, les thèmes comprenant des conseils d'entraînement ainsi que la collaboration avec d'autres grimpeurs et athlètes. Il publie également des photos et des vidéos liées à l'escalade et à l'entraînement sur Instagram, où il compte plus de 512 000 followers en octobre 2023.

## Autres réalisations
Après travail :
- Nordic Flower (9a) à Flatanger (2011)[5]
- La novena enmienda (9a+) à Santa Linya (2008)
- Kinematix (9a) dans les Gorges du Loup (2008)
- Estado Critico (9a) à Siurana (2007)

À vue :
- Cosi fan tutte (8c+) à Rodellar (2013)
- OGM (8b) à Les Branches (2008)
- El Arqueologico (8b) à Santa Linya (2008)
- Good bye Mister Fish (8b) à Esclettxa (2007)
- Sika 2 (8b) dans les Gorges du Loup (2007)
- Le souffle du ragga (8b+) à Peillon (2006)
- Non stop (8b) dans les Terradets (2005)

Ses réalisations sont sur son site web personnel.